# Thomaston (Maine)
Thomaston é uma Região censo-designada localizada no estado americano de Maine, no Condado de Knox.

## Demografia
Segundo o censo americano de 2000, a sua população era de 2714 habitantes.

## Geografia
De acordo com o United States Census Bureau tem uma área de
5,2 km², dos quais 5,1 km² cobertos por terra e 0,1 km² cobertos por água.

## Localidades na vizinhança
O diagrama seguinte representa as localidades num raio de 40 km ao redor de Thomaston.